# Heereswaffenamt

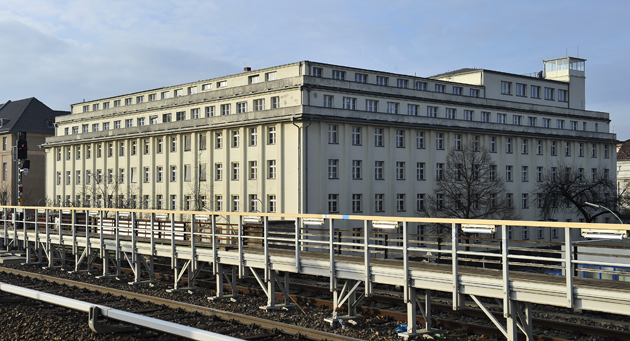
O ex-Heereswaffenamt, Spichernstraße canto Hertz-Allee, Berlim

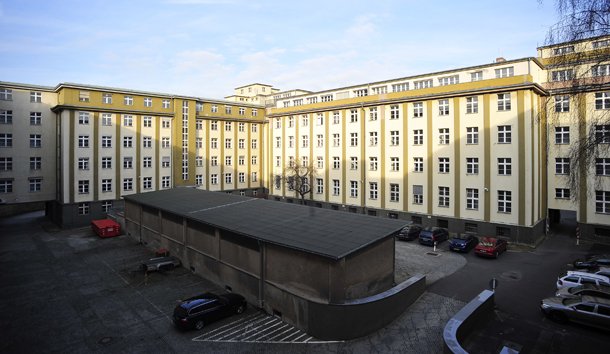
O ex-Heereswaffenamt (pátio), Spichernstraße canto Hertz-Allee, Berlim

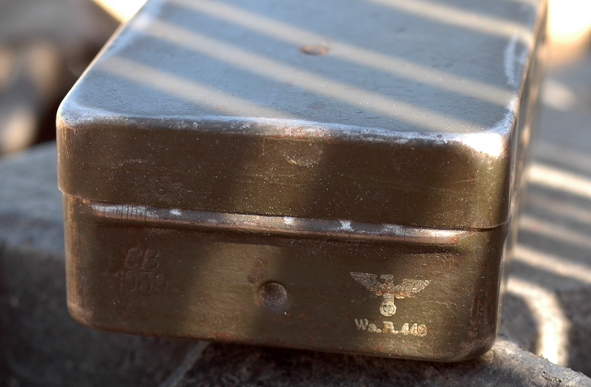
Heereswaffenamt, selo aceitação 1939 em um recipiente para acessórios de armas

Heereswaffenamt (HwaA), termo alemão para: Órgão de aceitação do exército, foi uma organização criada originalmente em 1919 como Waffenamt, rebatizada em 1922, com o objetivo de "certificar" a qualidade dos artefatos produzidos para uso do exército alemão.

## Departamentos
- Wa Prüf 1 – Munição e balística
- Wa Prüf 2 – Infantaria
- Wa Prüf 3 – Edificações
- Wa Prüf 4 – Artilharia
- Wa Prüf 5 – Engenharia e ferrovia
- Wa Prüf 6 – Tanques e equipamentos motorizados
- Wa Prüf 7 – Notícias
- Wa Prüf 8 – Ótica, pesquisa, meteorologia, controle de incêndios, impressão de mapas
- Wa Prüf 9 – Proteção contra gazes
- Wa Prüf 10 – Antiaéreo
- Wa Prüf 11 – Equipamentos especiais
- Wa Prüf 12 – Campos e equipamentos de testes
- Wa Prüf Fest – Engenharia de fortificações

## Imagens
- «Imagens do escritório central do Heereswaffenamt em Berlin»
- Imagem recente do prédio que abrigou o escritório central do Heereswaffenamt em Berlin